# Suzy Prim
Suzy Prim (20è districte de París, 11 d'octubre de 1896 – Boulogne-Billancourt, 8 de juliol de 1991) va ser una actriu teatral i cinematogràfica de nacionalitat francesa.

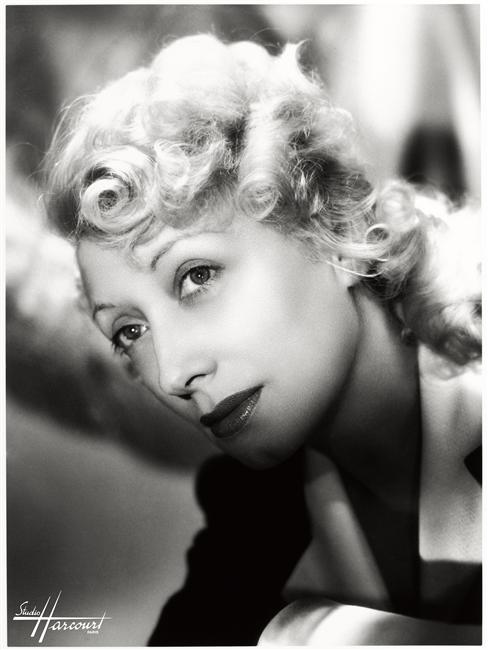
Suzy Prim el 1943

## Biografia
Nascuda en París, França, el seu veritable nom era Suzanne Mariette Arduini. Filla de Gaston Arduini, artista pertanyent a una família d'actors i mims italians establerts en França des del segle xvii, a pujar a l'escenari sent encara una nena.
Prim va freqüentar el Teatre de l'Œuvre de Lugné-Poe, en el qual va créixer artísticament. Ella va dedicar al teatre gran part de la seva vida artística, assenyalant-se com una de les millors actrius i actuant amb freqüència al costat de Sacha Guitry i Jules Berry.
Descoberta per Louis Feuillade, fva ser una actriu infantil cinematogràfica, prenent part de diversos films produïts per Gaumont Film Company amb el pseudònim de La petite Arduini. Va abandonar de manera temporal el cinema, tornant ja com a adolescent en 1910 en la cinta Petits poèmes antiques. A més d'actuar al seu país, Prim també va treballar en Itàlia, on va rodar vuit pel·lícules, entre elles La beffa atroce (1915), Appassionatamente (1919) i Il suo destino (1921).
Després de deixar novament el cinema en els anys 1920, Prim va reiniciar la seva carrera cinematogràfica al cinema sonor amb el film Mon coeur et ses millions (1931), i en els següents anys va aconseguir major notorietat que en el període mut. Entre les seves actuacions més destacades figuren les de Les bas-fonds (1936), La principessa Tarakanova (1938),  Au royaume des cieux (1949) i Douze heures d'horloge (1959), cinta de la que en va ser productora. La seva última actuació cinematogràfica va tenir lloc el 1976 a Le Corps de mon ennemi.
Durant uns anys, Prim va ser companya sentimental de l'actor Jules Berry, que sovint va ser la seva parella tant en l'escenari com en la pantalla gran. Suzy Prim va morir s Boulogne-Billancourt, França, el 1991. Va ser enterrada sl Cementiri de Belleville, s París.

## Filmografia
- 1910: Petits poèmes antiques, de Louis Feuillade.
- 1910: Le Noël de grand-mère.
- 1910: Le Crime de grand-père, de Léonce Perret.
- 1911: Cœur d'enfant, de Léonce Perret.
- 1912: Le Petit Poucet, de Georges-André Lacroix.
- 1913: Jeu d'enfant, de Henri Fescourt.
- 1913: Le Faux départ
- 1913: Carmen, de Giovanni Doria i Augusto Turqui.
- 1917: Les écrits restent, de Georges-André Lacroix.
- 1917: Haine, de Georges-André Lacroix.
- 1918: Le Marchand de bonheur, de Georges-André Lacroix.
- 1918: Le Noël d'Yveline, de Georges-André Lacroix.
- 1918: En détresse, de Henri Pouctal.
- 1918: Il suo destino, de Georges-André Lacroix.
- 1919: Les Deux Roses, de Camillo de Rossi.
- 1919: Passionnément, de Georges-André Lacroix.
- 1920: La Vengeance de Mallet, de Georges-André Lacroix.
- 1921: L'Aiglonne, de Emile Keppens.
- 1921: Reine-Lumière, de Lino Manzoni.
- 1921: Un drame d'amour, de Rose Pansani.
- 1931: Mon cœur et ses millions, de André Berthomieu.
- 1931: Quatre jours de tôle
- 1934: Un petit trou pas cher, de Pierre-Jean Ducis.
- 1935: Le Crime de Monsieur Pégotte, de Pierre-Jean Ducis.
- 1935: Le Bébé de l'escadron, de René Sti.
- 1935: Marie des Angoisses, de Michel Bernheim.
- 1935: Mayerling, de Anatole Litvak.
- 1936: Samson, de Maurice Tourneur.
- 1936: Au service du tsar, de Pierre Billon.
- 1936: Les bas fonds, de Jean Renoir.
- 1936: Le Chemin de Rio, de Robert Siodmak.
- 1936: Les Jumeaux de Brighton, de Claude Heymann.
- 1936: Moutonnet, de René Sti.
- 1936: La Peur, de Victor Tourjansky.
- 1936: La Reine des resquilleuses, de Max Glass i Marco de Gastyne.
- 1936: Un de la légion, de Christian-Jaque.
- 1936: Vingt-sept rue de la Paix, de Richard Pottier.
- 1937: Alexis, gentleman-chauffeur, de Max de Vaucorbeil.
- 1937: Les Anges noirs, de Willy Rozier.
- 1937: L'Appel de la vie, de Georges Neveux.
- 1937: Arsène Lupin détective, de Henri Diamant-Berger.
- 1937: Ètes-vous jalouse ?, de Henri Chomette.
- 1937: Les Pirates du rail, de Christian-Jaque.
- 1938: Tarakanowa, de Fédor Ozep.
- 1938: Carrefour, de Kurt Bernhardt.
- 1938: Farinet ou L'Or dans la montagne, de Max Haufler.
- 1938: Le Patriote, de Maurice Tourneur.
- 1939: Berlingot et cie, de Fernand Rivers.
- 1939: Cas de conscience, de Walter Kapps.
- 1940: Untel Père et Fils, de Julien Duvivier.
- 1941: L'Étrange Suzy, de Pierre-Jean Ducis.
- 1941: Les Petits Riens, de Raymond Leboursier.
- 1942: Le Bienfaiteur, de Henri Decoin.
- 1943: Après l'orage, de Pierre-Jean Ducis.
- 1943: Au Bonheur des Dames, de André Cayatte.
- 1943: La Collection Ménard, de Bernard Roland.
- 1943: L'Homme de Londres, de Henri Decoin.
- 1943: La Malibran, de Sacha Guitry.
- 1943: La Rabouilleuse, de Fernand Rivers.
- 1945: Les Caves du Majestic, de Richard Pottier.
- 1946: Quartier chinois, de René Sti.
- 1946: Le Cabaret du grand large, de René Jayet.
- 1946: Triple enquête, de Claude Orval.
- 1949: Au revoir Monsieur Grock, de Pierre Billon.
- 1949: Au royaume des cieux, de Julien Duvivier.
- 1949: Le Cas du docteur Galloy, de Maurice Boutel.
- 1950: Trafic sur les dunes, de Jean Gourguet.
- 1951: Les Deux Gamines, de Maurice de Canonge.
- 1952: Suivez cet homme, de Georges Lampin.
- 1953: Les Compagnes de la nuit, de Ralph Habib.
- 1954: Le Feu dans la peau, de Marcel Blistène.
- 1954: Les pépées font la loi, de Raoul André.
- 1955: Mémoires d'un flic, de Pierre Foucaud.
- 1956: Lorsque l'enfant paraît, de Michel Boisrond.
- 1958: Douze heures d'horloge, de Geza Radvanyi, també productora.
- 1959: Les Lionceaux, de Jacques Bourdon, también productora.
- 1966: L'Homme de Marrakech, de Jacques Deray.
- 1972: Profession : aventuriers, de Claude Mulot.
- 1976: Le Corps de mon ennemi, de Henri Verneuil.

## Col·laboracions diverses
- Únicament productora de Clara et les Méchants, de Raoul André, el 1957.
- Únicament guionista de La Fayette, de Jean Dréville, el 1961.
- Únicament guionista de L'Homme de Marrakech, de Jacques Deray, el 1965.

## Teatre
- 1923: La Maison avant tout, de Pierre Hamp, escenografia de Lugné-Poe.
- 1924: La sonata a Kreutzer, de Fernand Nozière i Alfred Savoir a partir de León Tolstói, escenografia de Lugné-Poe, Teatre de l'Œuvre.
- 1925: Les Marchands de gloire, de Marcel Pagnol i Paul Nivoix, escenografia de Gabriel Signoret, Teatro de la Madeleine.
- 1925: Parce que...! de Jean Alley, Teatre des Mathurins.
- 1926: Monsieur de Saint-Obin, d'André Picard i Harold Marsh Harwood, Teatre des Mathurins.
- 1927: La Livrée de M. le Comte, de Francis de Croisset a partir de Melville Collins, Teatro de l'Avenue.
- 1927: Baccara, de René Saunier, escenografia de Jules Berry, Teatre des Mathurins.
- 1928: La Vie est belle, de Marcel Achard, Teatre de la Madeleine.
- 1929: Banco, de Alfred Savoir, Teatre de la Potinière.
- 1930: Guignol, un cambrioleur, de Georges Berr i Louis Verneuil, Teatro de la Potinière.
- 1931: Monsieur de Saint-Obin, d'André Picard i Harold Marsh Harwood, Teatre Édouard VII.
- 1931: Déodat, de Henry Kistemaeckers, Teatre Édouard VII.
- 1933: Peau d'Espagne, de Jean Sarment, Théâtre de l'Athénée.
- 1933: La Fuite en Égypte, de Robert Spitzer, Teatre des Mathurins.
- 1934: Les Amants terribles, de Noël Coward, escenografia de Jean Wall, Teatre Michel.
- 1935: Quand jouons-nous la comédie ?, de Sacha Guitry, Théâtre de Paris, con André Luguet.
- 1936: Trois...Six...Neuf..., de Michel Duran, escenografia de Jean Wall, Teatro Michel.
- 1942: Trois... Six... Neuf..., de Michel Duran, escenografia de Roland Armontel, Théâtre de Paris.
- 1943: À la gloire d'Antoine, de Sacha Guitry, Teatre Antoine.
- 1947: Messaline, de Claude Vermorel, escenografia de Georges Douking, Teatro Pigalle.
- 1948: La Folle du 27, de Jean Guitton, escenografia de Jacques-Henri Duval, Théâtre de Paris.
- 1951: Tapage nocturne, de Marc-Gilbert Sauvajon, escenografia de Jean Wall, Teatre Edouard VII.
- 1952: Back Street, de Michel Dulud, escenografia de Christian-Gérard, Teatro Fontaine, Teatro des Célestins.
- 1953: Les Amants terribles, de Noel Coward, escenografia de Jean Wall, Théâtre du Gymnase Marie-Bell
- 1955: La Grande Felia, de Jean-Pierre Conty, escenografia de Christian-Gérard, Teatre del Ambigu-Comique.
- 1956: Comme avant, mieux qu'avant, de Luigi Pirandello, escenografia de Jean Négroni, Théâtre de Paris.